# Gymnoscelis subpumilata
Gymnoscelis subpumilata är en fjärilsart som beskrevs av Inoue 1972. Gymnoscelis subpumilata ingår i släktet Gymnoscelis och familjen mätare. Inga underarter finns listade i Catalogue of Life.